# Зона розломів Енрикільйо-Плантейн-Гарден

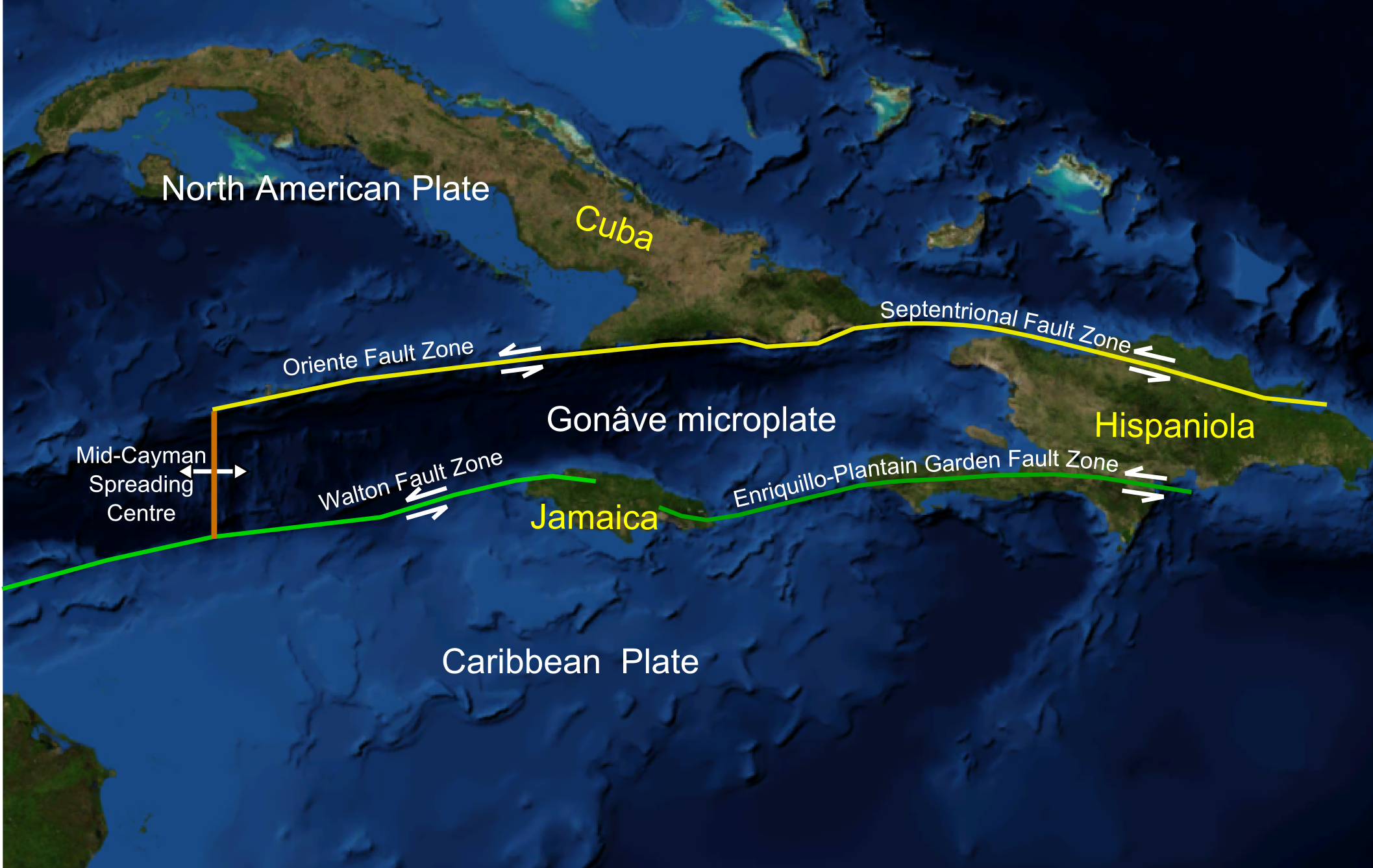
На тлі плити Гонав показані головні зони розломів

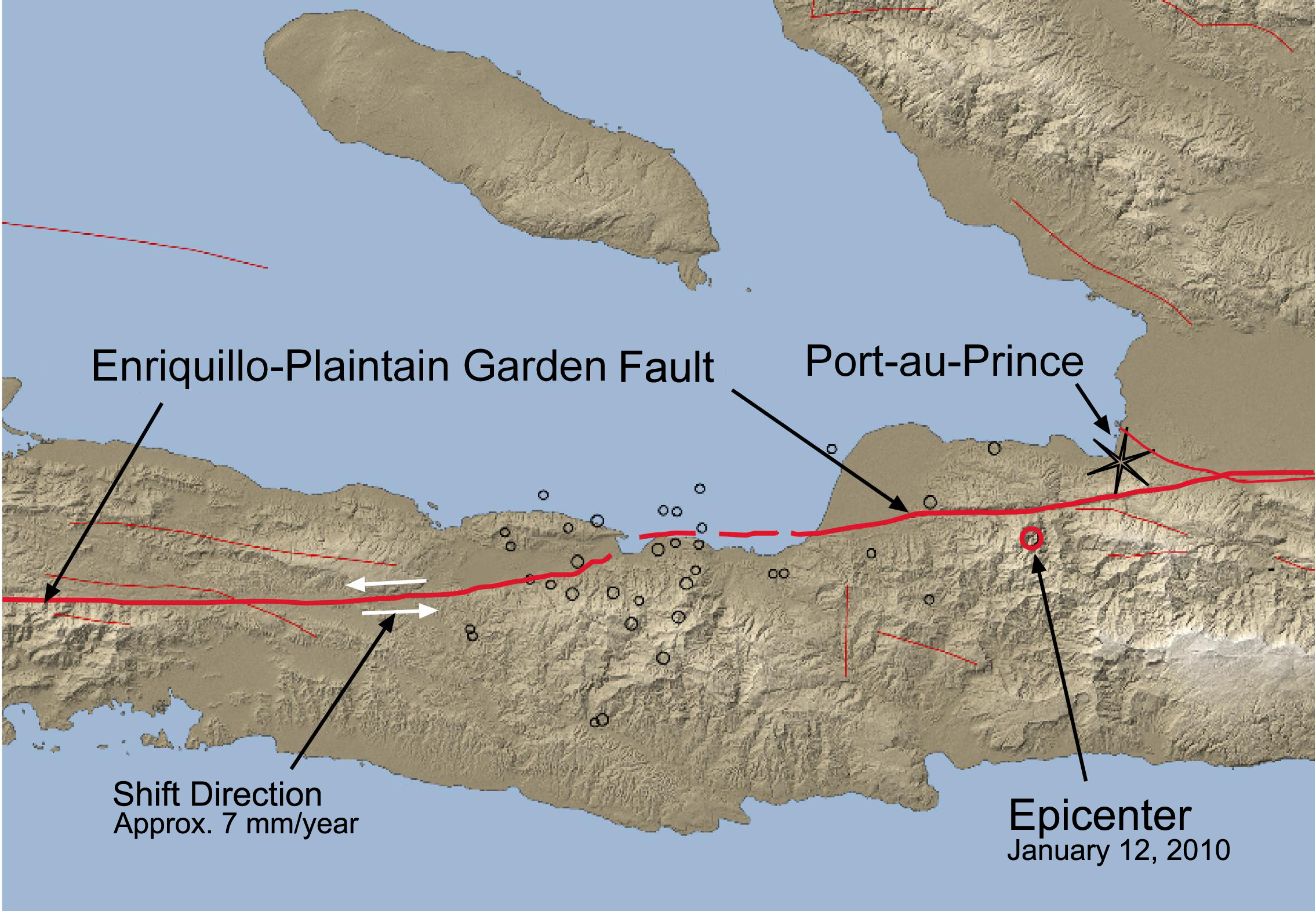
Система розломів (Енрикільйо-Плантейн-Гарден) в околицях Землетрусу 12 січня 2010 Епіцентр — червона крапка

Енрикільйо-Плантейн-Гарден (ЕПГР) — система співвісних розломів ковзання з бічним зсувом, що проходить вздовж південної частини острова Гаїті, в Гаїті і Домініканській республіці. ЕПГР названо на честь озера Енрикільйо в Домініканській Республіці, де зона виникає, і прямує півднем Гаїті через Карибське море в район річки Плантейн-Гарден (англ. Plantain Garden — «Бананова плантація») на Ямайці.

## Геологія
ЕПГР бере на себе приблизно половину з відносного руху між Північно-Американською та Карибською тектонічних плит із зоною розлому Септентріонал-Оріенте (ісп. Septentrional-Oriente — «Північно-Східний»), що прямує уздовж північної частини Гаїті . Обидва розломи з'єднуються в жолобі Кайман на заході. Розлом накопичує близько 20,6 ± 1,66 міліметрів бічного руху на рік. Крім того, компонент стиснення присутній з боку Північно-Американської плити, яка тисне на північний захід. Це призводить до вертикальної деформації в гірській місцевості острова Гаїті. Деякі дослідники вважають, що ЕПГР і зона розлому Септентріонал-Оріенте є кордонами мікропліти Гонав, зони площею 190 000 км² в північній частині Карибської плити, що знаходиться в процесі відокремлення від Карибської плити і акреції з Північно-Американської плитою

## Моніторинг
Тимчасова канадська мережа сейсмічних датчиків з трьох станцій була встановлена в республіці Гаїті уздовж розлому 19 лютого 2010. Мережа не вважається постійною, але буде працювати протягом необхідного часу. Станції знаходяться в безпечних місцях, будучи спорядженні дорогим обладнанням, і через супутник пов'язані з Міністерством природних Ресурсів Канади в Оттаві. Вони живляться від сонячних батарей, тому не вимагають зовнішнього електроживлення. Одна станція знаходиться в посольстві Канади в Порт-о-Пренсі (в передмісті Петьонвіль, в районі Жювена), і має постійну охорону. Інша знаходиться в аеропорту Жакмель, на початок 2010-х під наглядом канадських збройних сил. Третя знаходиться в дитячому будинку в м Леоган, вважається в безпеці, але проблема в тому, що діти люблять грати з нею. Станції рознесені приблизно на 50 км. Це перші сейсмічні станції, що будь-коли працювали в цій країні

## Землетруси
- Землетрус магнітудою 7,5 на південно-східному узбережжі Ямайки в 1692 році, практично знищили Порт-Рояль
- Землетрус на південному узбережжі Гаїті в 1751 році[6]
- Землетрус магнітудою 7,5 в Порт-о-Пренсе в 1770 році.
- Кінгстонський землетрус 1907 року, що пошкодив всі будівлі в Кінгстоні, Ямайка[1]
- Землетрус магнітудою 7,0 в районі Порт-о-Пренсе, Гаїті в результаті сейсмічної активності в цьому розломі 12 січня 2010[7][8]

Інші історичні великі землетруси в 1860, 1761, 1684, 1673 і 1618, ймовірно, також пов'язані з ЕПГР, хоча цей факт не було підтверджено польовими дослідженнями, пов'язаними з цим розломом.

## Ресурси Інтернету
- Dolan, James F; Mann, Paul (1998), Active Strike-slip and Collisional Tectonics of the Northern Caribbean Plate Boundary Zone, Special Paper 326, Geological Society of America, ISBN 978-0813723266, архів оригіналу за 27 червня 2014, процитовано 27 грудня 2014
- Magnitude 7.0 — Haiti Region, 2010 January 12 21:53:09 UTC [Архівовано 15 січня 2010 у Wayback Machine.] — United States Geological Survey